# Lijst van voetbalinterlands Congo-Kinshasa - Malawi
Deze lijst van voetbalinterlands is een overzicht van alle officiële voetbalwedstrijden tussen de nationale teams van Congo-Kinshasa (dat van 1971 tot 1997 Zaïre heette) en Malawi. De landen hebben tot op heden acht keer tegen elkaar gespeeld. De eerste ontmoeting was een vriendschappelijke wedstrijd op 2 juli 1985 in Saint-Pierre (Réunion). Het laatste duel, een kwalificatiewedstrijd voor het Wereldkampioenschap voetbal 2010, werd gespeeld in Blantyre op 11 oktober 2008.

## Wedstrijden
| № | Plaats       | Datum            | Competitie                   | Wedstrijd               | Uitslag |
| - | ------------ | ---------------- | ---------------------------- | ----------------------- | ------- |
| 1 | Saint-Pierre | 2 juli 1985      | Vriendschappelijk            | Zaïre − Malawi          | 1 − 0   |
| 2 | Mzuzu        | 8 augustus 1990  | Vriendschappelijk            | Malawi − Zaïre          | 0 − 0   |
| 3 | Kinshasa     | 4 september 1994 | Afrika Cup 1996 kwalificatie | Zaïre − Malawi          | 1 − 0   |
| 4 | Lilongwe     | 9 april 1995     | Afrika Cup 1996 kwalificatie | Malawi − Zaïre          | 0 − 1   |
| 5 | Blantyre     | 22 februari 2003 | Vriendschappelijk            | Malawi − Congo-Kinshasa | 1 − 1   |
| 6 | Lilongwe     | 23 februari 2003 | Vriendschappelijk            | Malawi − Congo-Kinshasa | 2 − 3   |
| 7 | Kinshasa     | 8 juni 2008      | WK 2010 kwalificatie         | Congo-Kinshasa − Malawi | 1 − 0   |
| 8 | Blantyre     | 11 oktober 2008  | WK 2010 kwalificatie         | Malawi − Congo-Kinshasa | 2 − 1   |

## Samenvatting
| Competitie              | Totaal gespeeld | Winst Congo-Kinshasa | Gelijk | Winst Malawi | Doelsaldo Congo-Kinshasa – Malawi |
| ----------------------- | --------------- | -------------------- | ------ | ------------ | --------------------------------- |
| WK-kwalificatie         | 2               | 1                    | 0      | 1            | 2 − 2                             |
| Afrika Cup-kwalificatie | 2               | 2                    | 0      | 0            | 2 − 0                             |
| Vriendschappelijk       | 4               | 2                    | 2      | 0            | 5 − 3                             |
| Totaal                  | 8               | 5                    | 2      | 1            | 9 − 5                             |

Wedstrijden bepaald door strafschoppen worden, in lijn met de FIFA, als een gelijkspel gerekend.
FECOFA · Bondscoaches · Selecties · A-internationals · Vrouwenelftal van Congo-Kinshasa
1960 – 1969 ·
1970 – 1979 ·
1980 – 1989 ·
1990 – 1999 ·
2000 – 2009 ·
2010 – 2019 ·
2020 – 2029
AC 1965 ·
AC 1968 ·
AC 1970 ·
AC 1972 ·
AC 1974 ·
WK 1974 ·
AC 1976 ·
AC 1988 ·
AC 1992 ·
AC 1994 ·
AC 1996 ·
AC 1998 ·
AC 2000 ·
AC 2002 ·
AC 2004 ·
AC 2006 ·
AC 2013
1963 ·
1964 · 
1965 ·
1966 · 
1967 ·
1968 · 
1969 ·
1970 · 
1971 ·
1972 · 
1973 ·
1974 · 
1975 · 
1976 ·
1977 · 
1978 ·
1979 ·
1979 · 
1980 ·
1980 · 
1981 ·
1982 ·
1983 ·
1984 · 
1985 ·
1986 · 
1987 ·
1988 · 
1989 ·
1990 · 
1991 ·
1992 · 
1993 ·
1994 · 
1995 ·
1996 · 
1997 ·
1998 · 
1999 ·
2000 · 
2001 ·
2002 · 
2003 ·
2004 · 
2005 · 
2006 ·
2007 · 
2008 ·
2009 · 
2010 · 
2011 ·
2012 · 
2013 · 
2014 ·
2015 ·
2016 ·
2017 ·
2018 ·
2019 ·
2020 ·
2021 ·
2022 ·
2023
Algerije ·
Angola ·
Bahrein ·
Benin ·
Botswana ·
Brazilië ·
Burkina Faso ·
Burundi ·
Centraal-Afrikaanse Republiek ·
China ·
Congo-Brazzaville ·
Djibouti ·
Egypte ·
Equatoriaal-Guinea ·
Ethiopië ·
Gabon ·
Gambia ·
Ghana ·
Guinee ·
Irak ·
Ivoorkust ·
Joegoslavië ·
Kaapverdië ·
Kameroen ·
Kenia ·
Lesotho ·
Liberia ·
Libië ·
Madagaskar ·
Malawi ·
Mali ·
Marokko ·
Mauritanië ·
Mauritius ·
Mexico ·
Mozambique ·
Namibië ·
Nieuw-Zeeland ·
Niger ·
Nigeria ·
Oeganda ·
Oman ·
Qatar ·
Roemenië ·
Rwanda ·
Saoedi-Arabië ·
Schotland ·
Senegal ·
Seychellen ·
Sierra Leone ·
Soedan ·
Swaziland ·
Tanzania ·
Togo ·
Tsjaad ·
Tunesië ·
Zambia ·
Zimbabwe ·
Zuid-Afrika ·
Zuid-Soedan
FAM · 
Bondscoaches · 
Topscorers · 
Malawisch vrouwenelftal
1962 - 1969 · 
1970 - 1979 · 
1980 - 1989 · 
1990 - 1999 · 
2000 – 2009 · 
2010 – 2019 ·
2020 − 2029
Algerije ·
Angola ·
Bangladesh ·
Benin ·
Botswana ·
Burkina Faso ·
Burundi ·
Comoren ·
Congo-Brazzaville ·
Congo-Kinshasa ·
Djibouti ·
Egypte ·
Equatoriaal-Guinea ·
Eritrea ·
Ethiopië ·
Gabon ·
Ghana ·
Guinee ·
Ivoorkust ·
Jemen ·
Kameroen ·
Kenia ·
Lesotho ·
Liberia ·
Libië ·
Madagaskar ·
Mali ·
Marokko ·
Mauritius ·
Mozambique ·
Namibië ·
Nigeria ·
Oeganda ·
Rwanda ·
Sao Tomé en Principe ·
Senegal ·
Seychellen ·
Sierra Leone ·
Soedan ·
Somalië ·
Swaziland ·
Tanzania ·
Togo ·
Tsjaad ·
Tunesië ·
Zambia ·
Zimbabwe ·
Zuid-Afrika ·
Zuid-Soedan